# U-Bahnhof Seckbacher Landstraße
Seckbacher Landstraße ist ein Bahnhof der U-Bahn Frankfurt. Er liegt auf der B-Strecke und wird von der Linie U4 bedient. Der Bahnhof liegt im Stadtteil Bornheim unter der gleichnamigen Straße. Die Station wurde am 31. Mai 1980 eröffnet.

## Lage

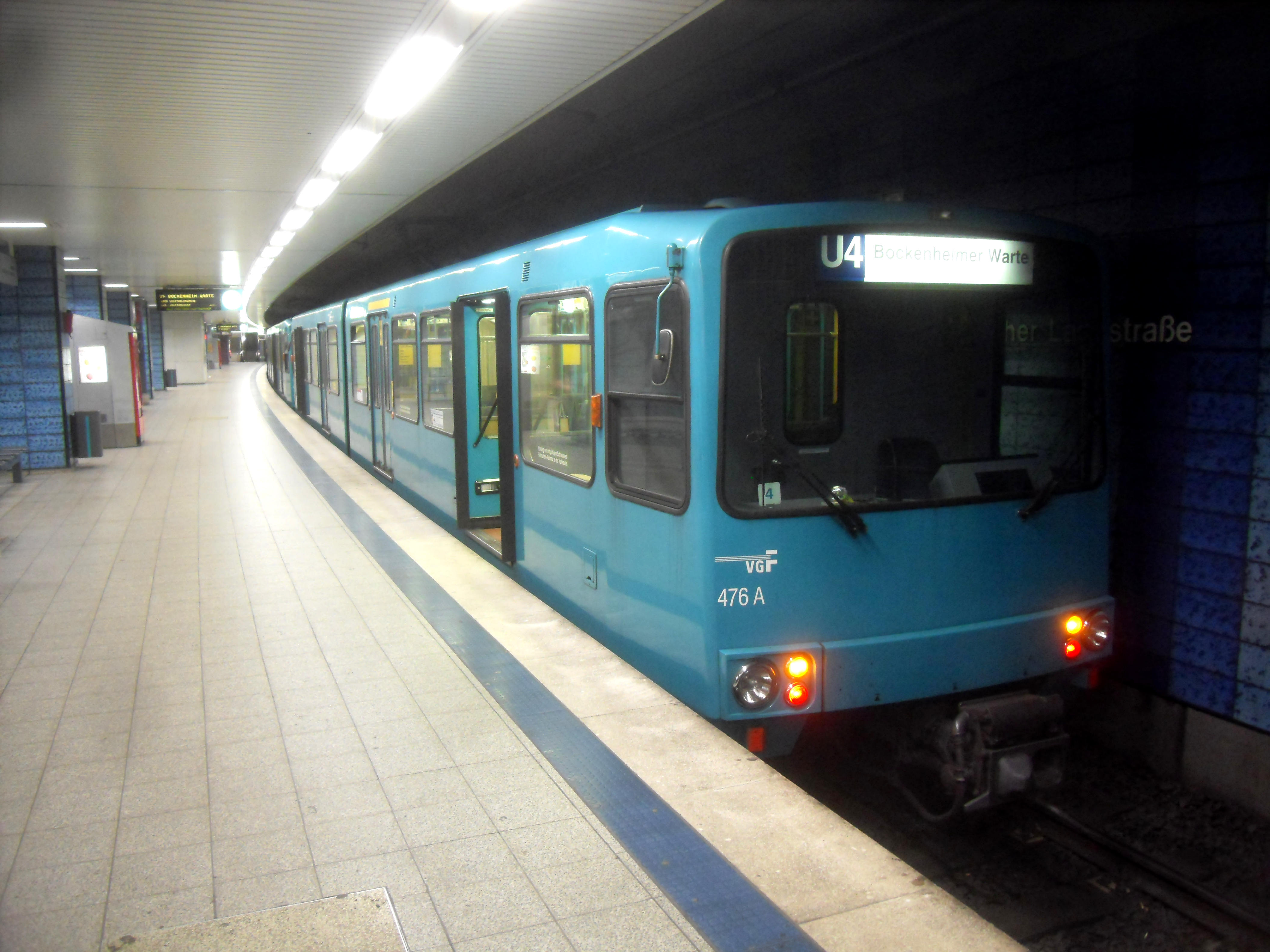
Wagen der U 4-Zug an der Station Seckbacher Landstraße auf dem Weg zur Station Bockenheimer Warte

Die Haltestelle Seckbacher Landstraße ist von der Station Konstablerwache aus betrachtet die vierte Haltestelle der sogenannten Bornheimer Linie. 
Bis 2008 war es der alleinige östliche End- und Wendepunkt der U4. Seitdem verläuft die Linie U4 abwechselnd weiter bis nach Enkheim. Die Züge verlassen in diesem Fall die Station und kommen nach mehreren hundert Metern an die Oberfläche. Sie durchqueren den Betriebshof Ost und münden an der Straße Am Erlenbruch in die Gleise der C-Strecke/U7, kurz vor der Station Schäfflestraße.
Für jeden zweiten Zug ist die Station weiterhin End- und Wendepunkt. Hierfür schließt sich in Fahrtrichtung Schäfflestraße hinter der Station eine umfangreiche Kehranlage an.

## Bauweise
Der Bahnhof wurde in offener Bauweise errichtet, d. h. in einer offenen, aber meist abgedeckten Baugrube, die anschließenden Streckentunnel in bergmännischer Bauweise (Neue Österreichische Tunnelbauweise).

## Architektur
Die Architektur des Bahnhofs ist relativ einfach gehalten und entspricht weitgehend der der anderen Bahnhöfe auf der Bornheimer Linie. 

## Betrieb

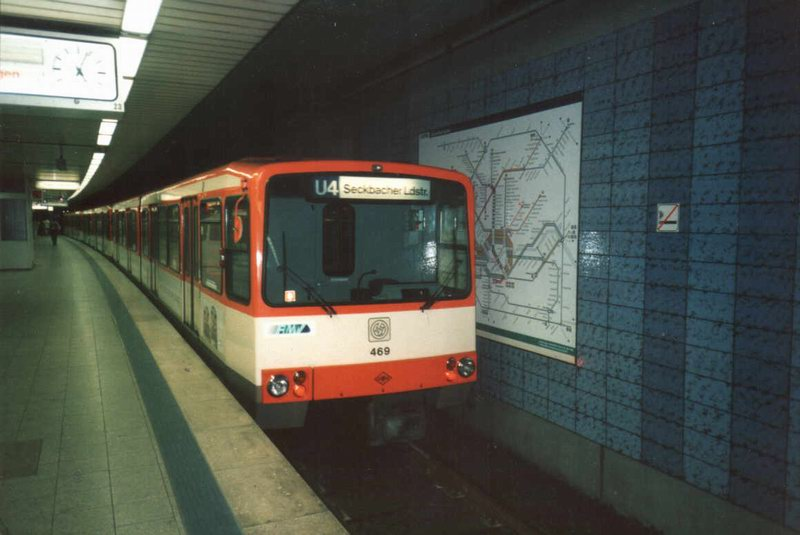
U-Bahn an der Station Seckbacher Landstraße, von Bockenheimer Warte kommend

| Linie | Verlauf | Takt |
| ----- | --- | --- |
| S4    | Bockenheimer Warte – Festhalle/Messe – Hauptbahnhof – Willy-Brandt-Platz – Dom/Römer – Konstablerwache – Merianplatz – Höhenstraße – Bornheim Mitte – Seckbacher Landstraße – Schäfflestraße – Gwinnerstraße – Kruppstraße – Hessen-Center – Enkheim | 7/8 min (Bock. Warte–Seckb. Landstr. werktags) 15 min (Seckb. Landstr.–Enkheim werktags) 10 min (Bock. Warte–Seckb. Landstr. so/feiertags) 20 min (Seckb. Landstr.–Enkheim so/feiertags) |